# Lady Leshurr
Melesha O'Garro (née le 15 décembre 1988 à Solihull), connue sous le nom de scène Lady Leshurr (prononcé : [leɪdi ˈliːʃər]), est une rappeuse, chanteuse et productrice de musique anglaise.
Elle est connue en particulier pour sa série de freestyles Queen's Speech : le quatrième opus connaît une soudaine popularité en 2016 quand la compétitrice de la saison 2 de The Rap Game Nia Kay affirme que Leshurr est une de ses influences principales, en raison de son style unique et de ses compétences. Son freestyle suivant, Queen's Speech 5, est qualifié de "brillant" et de "meilleur freestyle de 2015" par le magazine Spin.

## Biographie
Lady Leshurr naît de parents originaires de l'île de Saint-Christophe, aux Caraïbes, et commence à écrire de la poésie à six ans. À quatorze ans, elle décide d'agrandir son public en se mettant à la musique, et publie sa première mixtape. Sa mère joue beaucoup de reggae à la maison, et toute sa famille chante.
Elle joue un des rôles principaux dans le film 1 Day de Vertigo, en 2009.
Elle arrive en deuxième place de la catégorie Meilleure Rappeuse des Official Mixtape Awards 2011. En plus de sa carrière musicale, elle lance une ligne de vêtements, Friggin L, d'après sa mixtape de 2011 qui porte le même nom.

## Influences
Leshurr affirme être influencée par Ashley Walters, Lisa Maffia, Nicki Minaj, Missy Elliott, et Lil Wayne.

## Discographie

### Mixtapes
- Unleshurr (2009)
- The Last Second (2009)
- 01:21 AM (2010)
- L Day (2011)
- Friggin L (2011)
- 2000 et L (2012)[12]
- L Yeah! (2013)
- Mona Leshurr (2013)
- Lil Bit of Lesh (2014)

### EPs
- Every Little Counts (2010)
- Off the Lesh (2011)
- Queen's Speech (2016)
- Mode – EP (2017)

### Singles

#### Artiste principale
| Année | Single                           | Album          |
| ----- | -------------------------------- | -------------- |
| 2011  | "Friggin L"                      | Friggin L      |
| 2011  | "Lego"                           | NC             |
| 2015  | "Lukatar"                        | NC             |
| 2015  | "Queen's Speech 3"               | Queen's Speech |
| 2015  | "Queen's Speech 4"               | Queen's Speech |
| 2016  | "Queen's Speech 5"               | Queen's Speech |
| 2016  | "Panda Freestyle"                | NC             |
| 2016  | "Where Are You Now?" (ft. Wiley) | NC             |
| 2016  | "Queen's Speech 6"               | NC             |
| 2017  | "Juice"                          | Mode EP        |

#### En collaboration
| Année | Titre                                                                      | Release                |
| ----- | -------------------------------------------------------------------------- | ---------------------- |
| 2011  | "Move" (Fire Camp ft. Lady Leshurr et Scrufizzer)                          | Move                   |
| 2012  | "Murder" (Lea-Anna ft. Lioness, Lady Leshurr et Ce'Cile)                   | Murder EP              |
| 2012  | "Finally" (Leon & Harvey ft. Lady Leshurr)                                 | Finally EP             |
| 2012  | "Wonky" (Orbital ft. Lady Leshurr)                                         | Wonky                  |
| 2012  | "Boring Bitches" (Etta Bond et Raf Riley ft. Lady Leshurr)                 | Emergency Room         |
| 2012  | "Run Your Mouth" (Noisses ft. Rtkal, Foreign Beggars et Lady Leshurr)      | Run Your Mouth EP      |
| 2012  | "Step in the Dance" (Mike Delinquent Project ft. Lady Leshurr)             | Step in the Dance EP   |
| 2012  | "Sick Love" (Vince Kidd ft. Lady Leshurr)                                  | Sick Love EP           |
| 2013  | "Blazin'" (Torqux ft. Lady Leshurr)                                        | Blazin' EP             |
| 2013  | "Bet on It" (Young O ft. Griminal et Lady Leshurr)                         | Bet on It              |
| 2013  | "Swag Fi Dem" (RSXG Productions, Juki Ranx et Brooklynne ft. Lady Leshurr) | Swag Fi Dem EP         |
| 2013  | "I Ain't Rich... Yet" (J. Appiah ft. Lady Leshurr)                         | I Ain't Rich... Yet EP |

### Invitée
| Year | Song | Release                 | Label            |
| ---- | --- | ----------------------- | ---------------- |
| 2010 | "This is SRE (Drop the Funk)" (Invasion Remix) (SRE ft. Lady Leshurr, Jaykae et Hitman)                       | This is SRE EP          | Sidewinder Raw   |
| 2011 | "We Know" (Trilla ft. R.I.O et Lady Leshurr)                                                                  | 01:21                   | Trilla Music     |
| 2011 | "Ready" (Remix 2) (Cons ft. Tor, Kasay, Tempa, Lady Leshurr et Nolay)                                         | June Bug                | RGS              |
| 2011 | "Gangster" (Lady Leshurr Remix) (Zdot ft. Lady Leshurr)                                                       | Gangster                | Elite Music      |
| 2011 | "So Much More" (Manga ft. KOF et Lady Leshurr)                                                                | Obzokey Wranglings      | NC               |
| 2012 | "Heart of Stone" (Bashy ft. Dot Rotten, Black the Ripper et Lady Leshurr)                                     | The Great Escape        | SB.TV            |
| 2012 | "Level Up" (Remix) (Sway ft. Kelsey et Lady Leshurr)                                                          | Level Up EP             | 3Beat            |
| 2012 | "WAVY" (Seamix) (Kano et Footsie ft. Lady Leshurr, Jme, D Double E et Sway)                                   | WAVY / Kano Stencils    | NC               |
| 2012 | "Hoods Up" (Remix) (Teddy Music ft. Lil Nasty, Double S, Lady Leshurr, Scrufizzer, Dot Rotten et Tre Mission) | Hoods Up EP             | Teddy Music      |
| 2012 | "I Wanna Rock" (All Stars Remix) (Maxsta ft. Tinchy Stryder, Rizzle Kicks et Lady Leshurr)                    | I Wanna Rock EP         | Sony             |
| 2012 | "Move to Da Gyal Dem" (Female Remix) (Donae'o ft. Mz. Bratt, Lioness, Terri Walker et Lady Leshurr)           | Move to Da Gyal Dem     | Zephron          |
| 2012 | "Da Cypher (Part Deux)" (Bigz ft. Lady Leshurr et Mistah Fab)                                                 | The Bigz Bang Theory    | DCypha           |
| 2012 | "Va Heter Det" (Max Peezay ft. Lady Leshurr)                                                                  | F.A.S 3                 | Devrim           |
| 2013 | "Let the Dogs Run Wild" (Labrinth ft. Lady Leshurr)                                                           | Atomic                  | Odd Child        |
| 2013 | "Now That You're Gone" (Remix) (Tanya Lacey ft. Lady Leshurr)                                                 | Now That You're Gone EP | Laceywood        |
| 2013 | "Hoods Up" (Remix) (Lil Nasty ft. Double S, Lady Leshurr, Dot Rotten et Tre Mission)                          | This is UK Grime Vol. 3 | Defenders        |
| 2013 | "Off the Leash" (Teddy Music ft. Double S et Lady Leshurr)                                                    | Rehearsals              | Teddy Music      |
| 2013 | "Spitfire" (Big Shizz, Lady Leshurr, Jammer, Realz, Jammin et Villain)                                        | Lord of the Mics V      | Lord of the Mics |
| 2014 | "Bother You" (Remix) (D'banj ft. Lady Leshurr)                                                                | Bother You              | Mi7, DKM         |
| 2014 | "Got It" (Zdot et Krunchie ft. Krept, Konan et Lady Leshurr)                                                  | Adrenaline EP           | Sonus Music      |
| 2014 | "Blow It Up" (Zdot et Krunchie ft. Lady Leshurr)                                                              | Adrenaline EP           | Sonus Music      |